# The Key (Nocturnus)
The Key è il primo album in studio del gruppo musicale death metal statunitense Nocturnus pubblicato dall'etichetta discografica Earache Records in Europa e dalla Combat Records negli Stati Uniti nel 1990. Nella prima versione edita su disco in vinile e musicassetta non venne incluso il brano Undead Journey.

## Il disco
Si tratta di un concept album che combina tematiche fantascientifiche a tematiche dell'occulto e anti-religiose: la storia racconta del viaggio indietro nel tempo di un cyborg che, una volta raggiunto l'anno zero, intende uccidere Gesù Cristo, impedendo così la nascita del Cristianesimo e portando alla creazione di un impero moderno.
L'album uno dei primi esempi di technical death  ed è il primo album in studio registrato da Mike Browning, ex batterista e cantante dei Morbid Angel. L'utilizzo della tastiera nelle composizioni, inusuale per il genere, suscitò nel disco un certo interesse da parte degli appassionati. Le composizioni pur rimanendo ancorate agli stilemi del death metal di quel periodo, con ritmiche molto veloci e un cantato malvagio, vengono arricchite di atmosfere ed effetti tipici delle colonne sonore dei film di fantascienza create dal tastierista.
Il disco venne ristampato in CD nel 2000, sempre ad opera dalla Earache, mentre nel 2015 fu ripubblicato sia su CD che su disco in vinile.

## Tracce
Testi di Mike Browning, Mike Davis, musiche di Nocturnus.
1. Lake of Fire – 5:04
2. Standing In Blood – 4:19
3. Visions From Beyond the Grave – 4:09
4. Neolithic – 4:50
5. Undead Journey – 4:16 – (non presente su MC e LP del 1990)
6. BC/AD – 4:56
7. Andromeda Strain – 3:42
8. Droid Sector – 4:21
9. Destroying the Manger – 6:08
10. Empire of the Sands – 6:26

## Formazione
- Mike Browning – voce, batteria
- Mike Davis – chitarra
- Sean McNennery – chitarra
- Jeff Estes – basso
- Louis Panzer – tastiera

### Altri musicisti
- Kam Lee – voce di sottofondo

### Produzione
- Tom Morris – ingegneria del suono, produzione
- Nocturnus – produzione
- Nick Brough – ingegneria del suono
- Dan Seagrave – grafica